# Grylloblatta
Grylloblatta (лат.) — род тараканосверчков из семейства Grylloblattidae (подотряд Grylloblattodea). Эндемики Северной Америки: Канада и США. Живые ископаемые.

## Распространение
Неарктика: Альберта, Британская Колумбия (Канада) и Айдахо, Вашингтон Калифорния, Орегон, (США).

## Описание
Усики 28—39-члениковые. На заднем крае переднеспинки имеется треугольный выступ посередине. Церки 8—9-члениковые. лацинии однозубцовые. Лапки с короткими пульвиллами. Анальная пластинка самцов асимметричная.

## Систематика
11 видов. Номинативный таксон впервые был описан в 1914 году из Северной Америки (провинция Альберта) канадским энтомологом Эдмундом Уокером (англ. Edmund Murton Walker; 1877–1969) и первоначально помещён им в отряд прямокрылые.

### Виды
- Grylloblatta campodeiformis Kamp, 1979
- Другие виды: G. barberi[5] — G. bifratrilecta[6] — G. campodeiformis — G. chandleri[7] — G. chirurgica — G. gurneyi — G. occidentalis — G. rothi[6] — G. scudderi[4] — G. sculleni[8] — G. washoa[9]